# TBS週六晚間八點連續劇
TBS週六晚間八點連續劇系列，簡稱「土八」，是日本TBS電視於每星期六晚間7點56分至8點54分（日本標準時間）播出的電視連續劇檔次。《震撼鮮師》播畢後廢止此電視劇時段。

## 作品列表

### 2000年代

#### 2008年
4月19日－7月26日：ROOKIES
- 出演：佐藤隆太、市原隼人、小出恵介、城田優、中尾明慶、高岡蒼甫、桐谷健太、佐藤健、五十嵐隼士、川村陽介（日语：川村陽介）、尾上寬之（日语：尾上寛之）、村川繪梨（日语：村川絵梨）、浅野和之（日语：浅野和之）、吹石一惠、天野ひろゆき（日语：天野ひろゆき）、平山廣行、大杉漣等
- 原作：『菜鳥總動員』
- 劇本：泉吉纊

8月2日－9月13日：戀空（恋空）
- 出演：水澤惠麗奈、瀨戶康史、三浦翔平、葵、波瑠、永山絢斗、阿部力、松下奈緒、奧貫薰（日语：奥貫薫）、宇梶剛士（日语：宇梶剛士）、羽田美智子、岸谷五朗等
- 原作：美嘉『戀空』
- 劇本：渡邊睦月（日语：渡辺睦月）

10月11日－12月20日：BLOODY MONDAY（另譯：天才駭客F）
- 出演：三浦春馬、吉瀨美智子、佐藤健、松重豐、片瀨那奈、芦名星、川島海荷、嶋田久作（日语：嶋田久作）、田中哲司、成宮寬貴、龍雷太（日语：竜雷太）等
- 原作：龍門諒、惠廣史『血色星期一』
- 劇本：蒔田光治、渡邊雄介

#### 2009年
1月24日－3月21日：RESCUE〜特別高度救助隊（RESCUE〜特別高度救助隊）
- 出演：中丸雄一、增田貴久、山本裕典、市川由衣、山田親太朗、加治将樹（日语：加治将樹）、石黑英雄、大東俊介、照英（日语：照英）、要潤、田中要次（日语：田中要次）、高橋洋、石黑賢、笛木優子、山下真司、石橋凌、夏八木勳（日语：夏八木勲）等
- 劇本：、八津弘幸、渡邊啟

4月11日－5月16日：天生妙手（ゴッドハンド輝）
- 出演：平岡祐太、水川麻美、村川絵梨（日语：村川絵梨）、別所哲也（日语：別所哲也）、長谷川朝晴（日语：長谷川朝晴）、小林隆（日语：小林隆）、荒木宏文、中林大樹（日语：中林大樹）、八神蓮（日语：八神蓮）、要潤、渡部篤郎等
- 原作：山本航暉『天生妙手』
- 劇本：深澤正樹、飯田讓治

5月23日－7月11日：MR.BRAIN
- 出演：木村拓哉、綾瀨遙、水嶋斐呂、林泰文（日语：林泰文）、山崎樹範（日语：山崎樹範）、田中裕二（日语：田中裕二 (お笑い芸人)）、設樂統、平泉成、大地真央、香川照之等
- 劇本：蒔田光治、森下佳子

8月1日－9月26日：烏龍派出所（こちら葛飾区亀有公園前派出所）
- 出演：香取慎吾、速水直道、香里奈、内村光良、福井博章（日语：福井博章）、柴田理惠、伊武雅刀等
- 原作：秋本治『烏龍派出所』
- 劇本：兒島雄一（日语：児島雄一）

10月17日－12月19日：小公主莎拉（小公女セイラ）
- 出演：志田未來、林遣都、田邊誠一、岡本杏理、忽那汐、黑川智花、大和田伸也、齊藤由貴、樋口可南子
- 原作：法蘭西絲·霍森·柏納特(Frances Eliza Hodgson Burnet)『小公主莎拉』(A Little Princess Sara)
- 劇本：岡田惠和

### 2010年代

#### 2010年
1月23日－3月20日：BLOODY MONDAYSeason2（BLOODY MONDAY Season2；另譯：天才駭客F 2）
- 出演：三浦春馬、吉瀨美智子、佐藤健、松重豐、藤井美菜、芦名星、川島海荷、黑川智花、高嶋政宏、中原丈雄（日语：中原丈雄）、成宮寬貴、龍雷太（日语：竜雷太）等
- 原作：龍門諒、惠廣史『血色星期一』
- 劇本：渡邊雄介

4月17日－6月26日：體操男孩（タンブリング）
- 出演：山本裕典、瀨戶康史、三浦翔平、大東俊介、西島隆弘、柳下大、賀來賢人、中土居宏宜、國仲涼子、AKIRA（EXILE）、大塚寧寧
- 劇本：江頭美智留（日语：江頭美智留）

7月10日－9月18日：震撼鮮師（ハンマーセッション!）
- 出演：速水直道、志田未來、比嘉愛未、石黑英雄、高山侑子、逢澤莉娜、山下莉緒、松山瑪麗、竹内寿（日语：竹内寿）、野村周平、阪本獎悟、菅田將暉、龍星涼、入江甚儀、佐野和真、濱田マリ（日语：濱田マリ）、堀部圭亮（日语：堀部圭亮）、村上健志（日语：村上健志）、六平直政（日语：六平直政）、小日向文世
- 原作：小金丸大和、八津弘幸『震撼鮮師』
- 劇本：、金澤達也

## 外部連結
- TBS電視（页面存档备份，存于）